# Чан Хьон Сок
Чан Хьон Сок (кор. 장형석, нар. 7 липня 1972) — південнокорейський футболіст, що грав на позиції захисника. Відомий за виступами у низці південнокорейських клубів, зокрема у складі клубу «Ульсан Хьонде», а також у складі національної збірної Південної Кореї.

## Клубна кар'єра
Чан Хьон Сок дебютував у професійному футболі в 1992 році виступами у складі команди «Ульсан Хьонде», в якій грав до 1999 року, взявши участь у 78 матчах чемпіонату. Протягом 1999—2001 років Чан грав у складі іншого південнокорейського клубу «Ел Джі Чітас». У 2002 році він перейшов до клубу «Пучхон», у складі якого в кінці цього ж року завершив виступи на футбольних полях. після завершення ігрової кар'єри Чан Хьон Сок працював тренером у студентських клубах.

## Виступи за збірну
У 1997 році Чан Хьон Сок дебютував у складі національної збірної Південної Кореї. У складі збірної був учасником чемпіонату світу 1998 року у Франції, після якого до складу збірної не залучався. Загалом протягом кар'єри в національній команді провів у її формі 10 матчів, забивши 1 гол.